# Morinda platyphylla
Morinda platyphylla là một loài thực vật có hoa trong họ Thiến thảo. Loài này được Merr. mô tả khoa học đầu tiên năm 1916.